# Dancing Stars/Staffel 7
Die siebte Staffel von Dancing Stars wurde vom 9. März bis 18. Mai 2012 freitags auf ORF eins gesendet. Durch die Sendung führten (wie bereits in der 6. Staffel) Mirjam Weichselbraun und Klaus Eberhartinger.

## Paare
| Prominente/r      | Tätigkeit                | Tanzpartner/in    | Status                                         | Platz |
| ----------------- | ------------------------ | ----------------- | ---------------------------------------------- | ----- |
| Katerina Jacob    | Schauspielerin           | Christoph Santner | In der 1. Vorrunde ausgeschieden 9. März 2012  | 11    |
| Albert Fortell    | Schauspieler             | Lenka Marosiová   | In der 2. Vorrunde ausgeschieden 16. März 2012 | 11    |
| Michael Schönborn | Musicaldarsteller        | Maria Jahn        | In der 3. Sendung ausgeschieden 23. März 2012  | 10    |
| David Heissig     | Schauspieler             | Kathrin Menzinger | In der 4. Sendung ausgeschieden 30. März 2012  | 9     |
| Sueli Menezes     | Autorin                  | Florian Gschaider | In der 5. Sendung ausgeschieden 13. April 2012 | 8     |
| Wolfram Pirchner  | Moderator, Mentalcoach   | Anna Chalak-Bock  | In der 6. Sendung ausgeschieden 20. April 2012 | 7     |
| Dolly Buster      | Künstlerin               | Gerhard Egger     | In der 7. Sendung ausgeschieden 27. April 2012 | 6     |
| Eva Maria Marold  | Schauspielerin, Sängerin | Thomas Kraml      | In der 8. Sendung ausgeschieden 4. Mai 2012    | 5     |
| Brigitte Kren     | Schauspielerin           | Willi Gabalier    | In der 9. Sendung ausgeschieden 11. Mai 2012   | 4     |
| Marco Ventre      | Moderator, Sänger        | Babsi Koitz       | Erreichten im Finale den 3. Platz 18. Mai 2012 | 3     |
| Frenkie Schinkels | Fußballtrainer           | Roswitha Wieland  | Erreichten im Finale den 2. Platz 18. Mai 2012 | 2     |
| Petra Frey        | Schlagersängerin         | Vadim Garbuzov    | Sieger 18. Mai 2012                            | 1     |

## Tänze
| Paar                 | 1                | 2         | 3     | 4          | 5             | 6                | 6               | 7                | 7          | 8     | 8           | 9                | 9                | 10      | 10         | 10       |
| -------------------- | ---------------- | --------- | ----- | ---------- | ------------- | ---------------- | --------------- | ---------------- | ---------- | ----- | ----------- | ---------------- | ---------------- | ------- | ---------- | -------- |
| Petra & Vadim        | Cha-Cha-Cha      | Salsa     | Tango | Paso Doble | Wiener Walzer | Rumba            | Tango Argentino | Quickstep        | Charleston | Mambo | Jive        | Samba            | Langsamer Walzer | Slowfox | Jive       | Showtanz |
| Frenkie & Roswitha   | Salsa            | Rumba     | Tango | Paso Doble | Wiener Walzer | Cha-Cha-Cha      | Tango Argentino | Quickstep        | Charleston | Jive  | Mambo       | Langsamer Walzer | Samba            | Slowfox | Paso Doble | Showtanz |
| Marco & Babsi        | Salsa            | Rumba     | Tango | Paso Doble | Wiener Walzer | Jive             | Tango Argentino | Slowfox          | Charleston | Mambo | Cha-Cha-Cha | Langsamer Walzer | Quickstep        | Samba   | Quickstep  |          |
| Brigitte & Willi     | Langsamer Walzer | Salsa     | Jive  | Slowfox    | Samba         | Tango            | Tango Argentino | Rumba            | Charleston | Mambo | Quickstep   | Cha-Cha-Cha      | Wiener Walzer    |         |            |          |
| Eva Maria & Thomas   | Cha-Cha-Cha      | Salsa     | Tango | Paso Doble | Wiener Walzer | Jive             | Tango Argentino | Langsamer Walzer | Charleston | Rumba | Mambo       |                  |                  |         |            |          |
| Dolly & Gerhard      | Langsamer Walzer | Salsa     | Jive  | Slowfox    | Samba         | Quickstep        | Tango Argentino | Cha-Cha-Cha      | Charleston |       |             |                  |                  |         |            |          |
| Wolfram & Anna       | Salsa            | Quickstep | Jive  | Slowfox    | Samba         | Langsamer Walzer | Tango Argentino |                  |            |       |             |                  |                  |         |            |          |
| Sueli & Florian      | Cha-Cha-Cha      | Salsa     | Tango | Paso Doble | Wiener Walzer |                  |                 |                  |            |       |             |                  |                  |         |            |          |
| David & Kathrin      | Salsa            | Quickstep | Jive  | Slowfox    |               |                  |                 |                  |            |       |             |                  |                  |         |            |          |
| Michael & Maria      | Salsa            | Quickstep | Jive  |            |               |                  |                 |                  |            |       |             |                  |                  |         |            |          |
| Albert & Lenka       | Salsa            | Rumba     |       |            |               |                  |                 |                  |            |       |             |                  |                  |         |            |          |
| Katerina & Christoph | Langsamer Walzer |           |       |            |               |                  |                 |                  |            |       |             |                  |                  |         |            |          |

## Punkteübersicht
| Paar                 | Platzierung | 1  | 2  | 3  | 4  | 5  | 6  | 7  | 8        | 9        | 10       | Summe | Durchschnitt | Rang lt. Jury |
| -------------------- | ----------- | -- | -- | -- | -- | -- | -- | -- | -------- | -------- | -------- | ----- | ------------ | ------------- |
| Petra & Vadim        | 1           | 30 | —  | 28 | 30 | 30 | 31 | 32 | 33+37=70 | 37+39=76 | 39+39=78 | 405   | 33,8         | 1             |
| Frenkie & Roswitha   | 2           | —  | 19 | 21 | 26 | 16 | 25 | 23 | 29+28=57 | 24+32=56 | 28+32=62 | 305   | 25,4         | 6             |
| Marco & Babsi        | 3           | —  | 25 | 21 | 21 | 29 | 26 | 24 | 24+25=49 | 29+29=58 | 30+33=63 | 316   | 26,3         | 5             |
| Brigitte & Willi     | 4           | 23 | —  | 30 | 23 | 30 | 29 | 29 | 32+31=63 | 31+35=66 |          | 293   | 29,3         | 3             |
| Eva Maria & Thomas   | 5           | 26 | —  | 27 | 29 | 24 | 32 | 31 | 35+33=68 |          |          | 237   | 29,6         | 2             |
| Dolly & Gerhard      | 6           | 20 | —  | 24 | 15 | 14 | 15 | 18 |          |          |          | 106   | 17,7         | 9             |
| Wolfram & Anna       | 7           | —  | 15 | 12 | 18 | 16 | 17 |    |          |          |          | 78    | 15,6         | 10            |
| Sueli & Florian      | 8           | 27 | —  | 30 | 32 | 25 |    |    |          |          |          | 114   | 28,5         | 4             |
| David & Kathrin      | 9           | —  | 20 | 24 | 23 |    |    |    |          |          |          | 67    | 22,3         | 8             |
| Michael & Maria      | 10          | —  | 15 | 15 |    |    |    |    |          |          |          | 30    | 15,0         | 11            |
| Albert & Lenka       | 11          | —  | 12 |    |    |    |    |    |          |          |          | 12    | 12,0         | 12            |
| Katerina & Christoph | 11          | 25 |    |    |    |    |    |    |          |          |          | 25    | 25,0         | 7             |

- Rote Nummern: Paar mit der niedrigsten Jurybewertung
- Grüne Nummern: Paar mit der höchsten Jurybewertung

## Einzelne Tanzwochen
Die Punkteanzahlen werden nach der Jury Reihenfolge von links nach rechts aufgelistet: Thomas Schäfer-Elmayer, Balázs Ekker, Nicole Burns-Hansen und Hannes Nedbal.
 Ausgeschiedenes Paar in der jeweiligen Woche
 1. Platz

### 1. Tanzwoche
In der 1. Tanzwoche wurden nur die prominenten Damen gewertet, während die prominenten Herren lediglich eine Salsa als Gruppentanz zeigen mussten.
Katerina Jacob und Christoph Santner mussten die Show als erstes Paar verlassen.
| Tanzpaar                                                                                       | Punkte       | Tanz             | Musik                                     |
| ---------------------------------------------------------------------------------------------- | ------------ | ---------------- | ----------------------------------------- |
| Eva Maria & Thomas                                                                             | 26 (7,7,7,5) | Cha-Cha-Cha      | On Broadway – The Drifters                |
| Brigitte & Willi                                                                               | 23 (6,6,6,5) | Langsamer Walzer | Fly Me to the Moon – Frank Sinatra        |
| Sueli & Florian                                                                                | 27 (8,7,7,5) | Cha-Cha-Cha      | Sugar, Sugar – The Archies                |
| Dolly & Gerhard                                                                                | 20 (7,4,5,4) | Langsamer Walzer | Are You Lonesome Tonight? – Elvis Presley |
| Petra & Vadim                                                                                  | 30 (8,8,8,6) | Cha-Cha-Cha      | Sway – Dean Martin                        |
| Katerina & Christoph                                                                           | 25 (6,6,7,6) | Langsamer Walzer | Moon River – Andy Williams                |
| Albert & Lenka David & Kathrin Frenkie & Roswitha Marco & Babsi Michael & Maria Wolfram & Anna | N/A          | Salsa            | Tequila – The Champs                      |

### 2. Tanzwoche
In der 2. Tanzwoche wurden lediglich die prominenten Herren gewertet, während die prominenten Damen ebenfalls lediglich eine Salsa als Gruppentanz präsentieren mussten.
Albert Fortell und Lenka Marošiová wurden in der 2. Tanzwoche von Jury und Publikum rausgewählt.
| Tanzpaar                                                                          | Punkte       | Tanz      | Musik                                    |
| --------------------------------------------------------------------------------- | ------------ | --------- | ---------------------------------------- |
| Albert & Lenka                                                                    | 12 (3,2,4,3) | Rumba     | Somethin’ Stupid – Frank & Nancy Sinatra |
| David & Kathrin                                                                   | 20 (5,6,5,4) | Quickstep | Crazy in Love – Beyoncé                  |
| Frenkie & Roswitha                                                                | 19 (5,4,6,4) | Rumba     | You’re Beautiful – James Blunt           |
| Michael & Maria                                                                   | 15 (4,4,4,3) | Quickstep | Mr. Sandman – The Chordettes             |
| Marco & Babsi                                                                     | 25 (7,5,7,6) | Rumba     | Bleeding Love – Leona Lewis              |
| Wolfram & Anna                                                                    | 15 (5,3,4,3) | Quickstep | Puttin’ on the Ritz – Irving Berlin      |
| Brigitte & Willi Dolly & Gerhard Eva Maria & Thomas Petra & Vadim Sueli & Florian | N/A          | Salsa     | Bailamos – Enrique Iglesias              |

### 3. Tanzwoche
In der 3. Tanzwoche tanzten in dieser Staffel erstmals Damen und Herren gemischt.
Michael Schönborn und Maria Jahn wurden rausgewählt.
| Paar               | Punkte       | Tanz  | Musik                                         |
| ------------------ | ------------ | ----- | --------------------------------------------- |
| Michael & Maria    | 15 (4,2,5,4) | Jive  | I’m Still Standing – Elton John               |
| Petra & Vadim      | 28 (7,7,8,6) | Tango | Dance with Me – Debelah Morgan                |
| David & Kathrin    | 24 (6,5,7,6) | Jive  | Footloose – Kenny Loggins                     |
| Sueli & Florian    | 30 (8,8,8,6) | Tango | Ole Guapa – André Rieu                        |
| Wolfram & Anna     | 12 (4,1,4,3) | Jive  | The Boy Does Nothing – Alesha Dixon           |
| Marco & Babsi      | 21 (6,6,6,3) | Tango | Por una cabeza – Carlos Gardel                |
| Dolly & Gerhard    | 24 (6,6,7,5) | Jive  | Boogie Woogie Bugle Boy – The Andrews Sisters |
| Frenkie & Roswitha | 21 (5,5,6,5) | Tango | La Cumparsita – Gerardo Matos Rodríguez       |
| Brigitte & Willi   | 30 (7,7,9,7) | Jive  | Don’t Stop Me Now – Queen                     |
| Eva Maria & Thomas | 27 (8,7,6,6) | Tango | El Tango de Roxanne – Moulin Rouge!           |

### 4. Tanzwoche
In der 4. Tanzwoche wurden David Heissig und Kathrin Menzinger vom Publikum rausgewählt.
| Paar               | Punkte       | Tanz       | Musik                                            |
| ------------------ | ------------ | ---------- | ------------------------------------------------ |
| Frenkie & Roswitha | 26 (6,6,7,7) | Paso Doble | Carmina Burana – Carl Orff                       |
| Brigitte & Willi   | 23 (6,5,6,6) | Slowfox    | Cheek to Cheek – Ella Fitzgerald                 |
| Petra & Vadim      | 30 (8,7,9,6) | Paso Doble | Boléro – Maurice Ravel                           |
| Wolfram & Anna     | 18 (4,4,5,5) | Slowfox    | King of the Road – Roger Miller                  |
| Sueli & Florian    | 32 (9,8,8,7) | Paso Doble | Conquest of Paradise – Vangelis                  |
| David & Kathrin    | 23 (6,6,6,5) | Slowfox    | Raindrops Keep Fallin' on My Head – B. J. Thomas |
| Eva Maria & Thomas | 29 (8,7,8,6) | Paso Doble | Malagueña                                        |
| Marco & Babsi      | 21 (5,5,6,5) | Paso Doble | Rock House Jail – Hans Zimmer                    |
| Dolly & Gerhard    | 15 (4,2,5,4) | Slowfox    | Sunny – Bobby Hebb                               |

### 5. Tanzwoche
In der 5. Tanzwoche schieden Sueli Menezes und Florian Gschaider aus.
| Paar               | Punkte       | Tanz          | Musik                                         |
| ------------------ | ------------ | ------------- | --------------------------------------------- |
| Sueli & Florian    | 25 (4,8,8,5) | Wiener Walzer | I’ll Never Break Your Heart – Backstreet Boys |
| Wolfram & Anna     | 16 (3,4,5,4) | Samba         | Quando, Quando, Quando – Tony Renis           |
| Petra & Vadim      | 30 (8,7,9,6) | Wiener Walzer | Que Sera, Sera – Doris Day                    |
| Dolly & Gerhard    | 14 (3,2,5,4) | Samba         | Angelina – Harry Belafonte                    |
| Frenkie & Roswitha | 16 (3,4,6,3) | Wiener Walzer | It’s a Man’s Man’s Man’s World – James Brown  |
| Eva Maria & Thomas | 24 (5,6,7,6) | Wiener Walzer | Chim Chim Cheree – Mary Poppins               |
| Brigitte & Willi   | 30 (7,9,7,7) | Samba         | Volare – Gipsy Kings                          |
| Marco & Babsi      | 29 (7,8,8,6) | Wiener Walzer | Lara’s Theme – Dr. Schiwago                   |

### 6. Tanzwoche
In der 6. Tanzwoche tanzen die Paare erstmals 2 Tänze, einen bisher noch nicht vorgeführten Tanz und einen Tango Argentino als Gruppentanz.
Wolfram Pirchner und Anna Chalak-Bock konnten das Publikum nicht überzeugen und schieden in der 6. Tanzwoche aus.
| Paar | Punkte       | Tanz             | Musik                                                          |
| --- | ------------ | ---------------- | -------------------------------------------------------------- |
| Eva Maria & Thomas                                                                                                | 32 (8,8,9,7) | Jive             | Living la Vida Loca – Ricky Martin                             |
| Brigitte & Willi                                                                                                  | 29 (8,6,8,7) | Tango            | Jealousy – Billy Fury                                          |
| Marco & Babsi | 26 (6,7,7,6) | Jive             | Do You Love Me – The Contours                                  |
| Dolly & Gerhard                                                                                                   | 15 (3,2,5,5) | Quickstep        | Diamonds Are a Girl’s Best Friend – Marilyn Monroe             |
| Wolfram & Anna | 17 (5,3,5,4) | Langsamer Walzer | If You Don’t Know Me by Now – Harold Melvin and the Blue Notes |
| Petra & Vadim | 31 (9,7,8,7) | Rumba            | My Love Is Your Love – Whitney Houston                         |
| Frenkie & Roswitha                                                                                                | 25 (7,5,7,6) | Cha-Cha-Cha      | Let’s Get Loud – Jennifer Lopez                                |
| Eva Maria & Thomas Brigitte & Willi Marco & Babsi Dolly & Gerhard Wolfram & Anna Petra & Vadim Frenkie & Roswitha | N/A          | Tango Argentino  | Libertango – Ástor Piazzolla                                   |

### 7. Tanzwoche
In der 7. Tanzwoche tanzen die Paare wieder 2 Tänze, einen bisher noch nicht vorgeführten Tanz und einen Charleston als Gruppentanz. Als Neuerung wurde der Gruppentanz allerdings bereits am Anfang der Sendung getanzt.
Dolly Buster und Gerhard Egger konnten Jury und Publikum nicht überzeugen und schieden aus.
| Paar                                                                                               | Punkte       | Tanz               | Musik                                     |
| -------------------------------------------------------------------------------------------------- | ------------ | ------------------ | ----------------------------------------- |
| Petra & Vadim                                                                                      | 32 (9,7,9,7) | Quickstep          | Pon de Replay – Rihanna                   |
| Marco & Babsi                                                                                      | 24 (6,6,6,6) | Slowfox            | Pink Panther – Henry Mancini              |
| Dolly & Gerhard                                                                                    | 18 (5,2,6,5) | Cha-Cha-Cha        | Respect – Aretha Franklin                 |
| Eva Maria & Thomas                                                                                 | 31 (8,8,8,7) | Langsamer Walzer   | Somewhere over the Rainbow – Judy Garland |
| Brigitte & Willi                                                                                   | 29 (8,6,8,7) | Rumba              | Apologize – OneRepublic                   |
| Frenkie & Roswitha                                                                                 | 23 (5,5,7,6) | Quickstep          | Jungle Drum – Emilíana Torrini            |
| Eva Maria & Thomas Brigitte & Willi Marco & Babsi Dolly & Gerhard Petra & Vadim Frenkie & Roswitha | N/A          | Gruppen-Charleston |                                           |

### 8. Tanzwoche
In der 8. Tanzwoche tanzen die Paare erstmals 2 Einzeltänze in einer Sendung, einen bisher noch nicht vorgeführten Tanz und einen Mambo. Erstmals in dieser Staffel vergab die Jury die Höchstpunktezahl (10) an Petra Frey und Vadim Garbuzov für deren Jive.
In der 8. Sendung mussten Eva Maria Marold und Thomas Kraml nach dem 2. Platz in der Jury-Wertung überraschenderweise die Sendung verlassen.
| Paar               | Punkte         | Tanz        | Musik                                                   |
| ------------------ | -------------- | ----------- | ------------------------------------------------------- |
| Marco & Babsi      | 25 (6,6,7,6)   | Mambo       | Mambo No. 5 – Pérez Prado                               |
| Marco & Babsi      | 24 (6,6,6,6)   | Cha-Cha-Cha | The Shoop Shoop Song (It’s in His Kiss) – Betty Everett |
| Eva Maria & Thomas | 35 (9,9,9,8)   | Rumba       | You Know I’m No Good – Amy Winehouse                    |
| Eva Maria & Thomas | 33 (9,8,9,7)   | Mambo       | La Colegiala – Rodolfo y Su Tipica                      |
| Brigitte & Willi   | 32 (9,8,8,7)   | Mambo       | Papa Loves Mambo – Perry Como                           |
| Brigitte & Willi   | 31 (8,8,8,7)   | Quickstep   | Part Time Lover – Stevie Wonder                         |
| Frenkie & Roswitha | 29 (7,7,8,7)   | Jive        | Hey Ya – OutKast                                        |
| Frenkie & Roswitha | 28 (7,7,7,7)   | Mambo       | Mambo Italiano – Dean Martin                            |
| Petra & Vadim      | 33 (9,8,8,8)   | Mambo       | The Mambo Craze – De-Phazz                              |
| Petra & Vadim      | 37 (10,9,10,8) | Jive        | V.I.P. – Jungle Brothers                                |

### 9. Tanzwoche
Im Semifinale konnten Brigitte Kren und Willi Gabalier das Publikum nicht überzeugen und schieden aus.
| Paar               | Punkte          | Tanz             | Musik                             |
| ------------------ | --------------- | ---------------- | --------------------------------- |
| Brigitte & Willi   | 31 (7,8,9,7)    | Cha-Cha-Cha      | Sex Bomb – Tom Jones              |
| Brigitte & Willi   | 35 (8,9,10,8)   | Wiener Walzer    | Kommissar Maigret – Gerhard Trede |
| Marco & Babsi      | 29 (8,8,7,6)    | Langsamer Walzer | True Love – Bing Crosby           |
| Marco & Babsi      | 29 (8,7,7,7)    | Quickstep        | Girls Girls Girls – The Coasters  |
| Petra & Vadim      | 37 (10,9,10,8)  | Samba            | La Isla Bonita – Madonna          |
| Petra & Vadim      | 39 (10,10,10,9) | Langsamer Walzer | When I Need You – Leo Sayer       |
| Frenkie & Roswitha | 24 (6,6,6,6)    | Langsamer Walzer | Fascination – Nat King Cole       |
| Frenkie & Roswitha | 32 (8,7,9,8)    | Samba            | Half a Minute – Matt Bianco       |

### Finale
Im Finale tanzten die Finalisten einen noch nicht gezeigten Tanz, einen Lieblingstanz und einen Showtanz.
Marco Ventre und Babsi Koitz konnten das Publikum nach den ersten zwei Tänzen nicht überzeugen und belegten den dritten Platz, Frenkie Schinkels belegte den zweiten Platz und Petra Frey und Vadim Garbuzov gewannen den Titel.
Als Showact trat Alfons Haider mit dem Titel One aus A Chorus Line auf. Koitz und Ventre zeigten im letzten Teil der Sendung ihren Showtanz Titanic außer Konkurrenz.
| Paar               | Punkte          | Tanz       | Musik                                       |
| ------------------ | --------------- | ---------- | ------------------------------------------- |
| Petra & Vadim      | 39 (10,10,10,9) | Slowfox    | Sugar Town – Nancy Sinatra                  |
| Petra & Vadim      | 39 (10,9,10,10) | Jive       | V.I.P. – Jungle Brothers                    |
| Petra & Vadim      | N/A             | Showtanz   | Avatar                                      |
| Marco & Babsi      | 30 (8,7,8,7)    | Samba      | La Camisa Negra – Juanes                    |
| Marco & Babsi      | 33 (8,8,9,8)    | Quickstep  | Girls Girls Girls – The Coasters            |
| Frenkie & Roswitha | 28 (7,6,8,7)    | Slowfox    | Ain’t That a Kick in the Head – Dean Martin |
| Frenkie & Roswitha | 34 (8,7,10,9)   | Paso Doble | Carmina Burana – Carl Orff                  |
| Frenkie & Roswitha | N/A             | Showtanz   | Dirty Dancing                               |

### Einzelne Tanzbewertungen
| Paar                 | Durchschnitt | Bester Tanz                          | Schlechtester Tanz              |
| -------------------- | ------------ | ------------------------------------ | ------------------------------- |
| Petra & Vadim        | 33.8         | Langsamer Walzer, Slowfox, Jive (39) | Tango (28)                      |
| Frenkie & Roswitha   | 25.4         | Paso Doble (34)                      | Wiener Walzer (16)              |
| Marco & Babsi        | 26.3         | Quickstep (33)                       | Tango & Paso Doble (21)         |
| Brigitte & Willi     | 28.4         | Wiener Walzer (35)                   | Langsamer Walzer & Slowfox (23) |
| Eva Maria & Thomas   | 29.6         | Rumba (35)                           | Wiener Walzer (24)              |
| Dolly & Gerhard      | 17.7         | Jive (24)                            | Samba (14)                      |
| Wolfram & Anna       | 15.6         | Slowfox (18)                         | Jive (12)                       |
| Sueli & Florian      | 28.5         | Paso Doble (32)                      | Wiener Walzer (25)              |
| David & Kathrin      | 22.3         | Jive (24)                            | Quickstep (20)                  |
| Michael & Maria      | 15.0         | Quickstep & Jive (15)                | Quickstep & Jive (15)           |
| Albert & Lenka       | 12.0         | Rumba (12)                           | Rumba (12)                      |
| Katerina & Christoph | 25.0         | Langsamer Walzer (25)                | Langsamer Walzer (25)           |